# 오카모토 가즈마 (축구 선수)
오카모토 가즈마(일본어: 岡本 一真, 2003년 9월 19일~)는 일본의 축구 선수이다.

## 구단 경력
그는 2022년 J2리그의 더스파구사쓰 군마에 입단했다. 2023년까지 47경기에 출전하여, 4득점을 넣었다. 2024년 몬테디오 야마가타로 이적했다.